# Sahara français
Le Sahara français est la portion du Sahara conquise par la France et partagée en plusieurs territoires rattachés aux colonies et protectorats français ainsi qu'à Algérie Française avec ses Territoires du Sud puis ses Départements français du Sahara. Les colonies et protectorats sont : le Maroc, la Mauritanie, le Niger, le Soudan français (Mali), le Tchad et la Tunisie ainsi que pendant un temps, le Territoire du Fezzan.
Le Sahara français fut administré de 1957 à 1962 par le Ministère du Sahara avant cette date le territoire fut administré comme un territoire militaire.

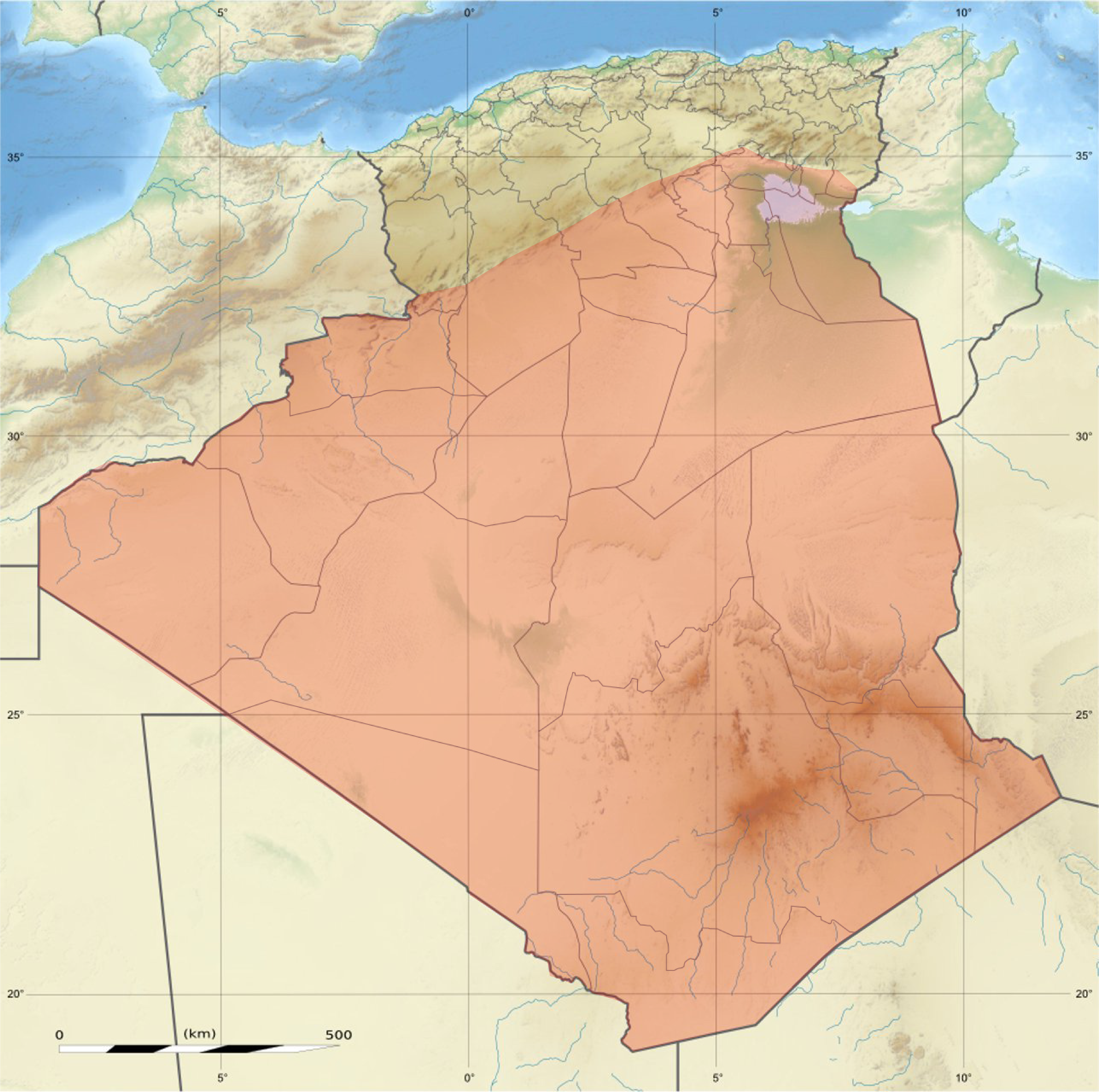
Ancien Sahara français dans sa partie de l'actuelle Sahara algérien.

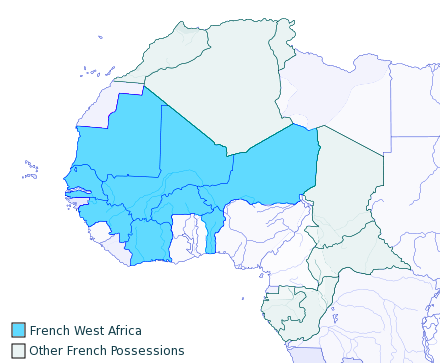
Carte de l'Afrique française en 1913, avec l'Afrique-Occidentale en bleu, ainsi que l'Afrique-Équatoriale et l'Afrique du Nord en vert clair.
Carte de l'Afrique, avec le Sahara en beige et le Sahel en orange.